# Titre (métal)
« Aloi » redirige ici. Pour l’article homophone, voir Halloy.
Pour les articles homonymes, voir Titre.
« Aloi » redirige ici.  Pour le cratère hawaïen, voir ʻĀloʻi.
Le titre ou l'aloi, d'un objet (œuvre, monnaie, etc.) est une grandeur sans dimension correspondant à sa composition dans un métal précieux donné. Il s'agit plus précisément du rapport de la masse d'un métal fin à la masse totale de l'alliage qu'il compose. La vérification du titre est réalisée par un essayeur.

## Historique
En France, sous l'Ancien Régime et le système duodécimal, le titre était exprimé en carat pour l'or et en « deniers » dits « de loi » (c'est-à-dire « d'aloi ») pour l'argent et le billon. Il est exprimé en millièmes (‰) depuis 1995.

### Dénomination du métal pur
L'or pur, ou or fin, était à 24 carats (1 carat = 1⁄24e ≈ 41,67 millièmes).
L'argent pur, ou fin, était à 12 deniers de loi (1 denier de loi = 1⁄12e ≈ 83,33 millièmes). Le denier de loi était divisé en 24 grains. La moitié d'un denier de loi — soit 12 grains — était appelée « obole » ou « maille » ; et le quart — soit 6 grains — était appelé « poge », « pougeoise » ou « pite ».

### Aloi d'argent
Les monnaies mérovingiennes contiennent entre cinq et neuf dixièmes d'argent alors que peu de temps après les Carolingiens standardisent la production de monnaie à un aloi d'environ neuf dixièmes.
 En France, à partir du XIIIe siècle, la grandeur de référence dans le royaume est « l'argent le roi », ou « argent-le-roi », c'est-à-dire « l'argent du roi » : il correspondait à un argent légèrement allié à 23⁄24e de fin (958 ‰), utilisé pour le monnayage royal.
La monnaie septième de fin (septena) 7⁄12 a été émise par Philippe 1er  à 7 deniers de fin sur 12.
La monnaie de six deniers de fin 6⁄12 (ad medietatem ou au demi) a été émise par Louis VI et Louis VII à 6 deniers de fin sur 12.
La monnaie de cinq deniers de fin 5⁄12 en 1208 est la livre parisis.
En 1771, les couronnes et shellings d’Angleterre sont cotés 11 deniers et 1 grain en France, soit 265⁄288 ou 11+1⁄24 ⁄12 ou environ 920 millièmes
Après la révolution française, l'argent des pièces est quantifié en millièmes plutôt qu'en deniers.
Dans l'union monétaire dite latine:

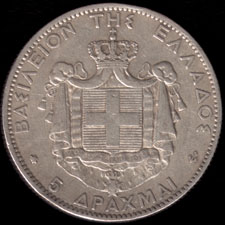
Pièce de l'union latine de cinq unités, Grèce, 5 drachmes, suivant théoriquement l'aloi de l'union latine.

- la pièce d'argent de cinq unités est titrée à 900 millièmes d'argent, sur le modèle du franc germinal.
- les autres pièces d'argent sont titrées à 835 millièmes d'argent, sur le modèle des pièces de pays anglophones.

Après l'union monétaire latine et avec la fin du bimétallisme, l'étalon or est utilisé et les pièces d'argent tombent en désuétude sur le continent européen.

### Aloi de l'or
- entre 1640 et 1792, les Louis en or avaient un titre d'or fin de 22 carats (917 millièmes environ).

En France, le change peut être cadré selon des taux officiels comme en 1771/1773 l'arrêt du conseil d'état portant évaluation et tarif du prix que doivent être payées aux hôtels des monnaies et bureaux de change, les espèces de France vieilles et hors de cours, les espèces étrangères et les autres matières d'or et d'argent:
Une masse de un marc d'or est échangée contre
- pour une monnaie étrangère à 24 carats: 784 livres, 11 sous et 11 deniers et 598⁄694èmes
- pour une monnaie étrangère à 23 carats: 751 livre, 18 sous, 1 denier et 602⁄694èmes

Les monnaies cotées entre 23 et 24 carats sont:
- les sequins de Venise ou foundoukli de Turquie 23+29⁄32 carats , soit environ 996.1
- les sequins de Gènes 23+28⁄32 carats, (voir Genovino), soit environ 994.8‰
- les sequins de Florence au Lys 23+27⁄32 carats, (voir Fiorino), soit environ 993.5‰
- les sequins de Florence à l'effigie 23+25⁄32 carats, soit environ 990.9‰ ‰
- les sequins de Piémont de l'Annonciade 23+21⁄32 carats, soit environ 985.7 ‰
- les ducats d'Autriche, Hongrie et Bohème 23+20⁄32 carats, soit environ 984.4 ‰
- les franc à pied et à franc à cheval 23+18⁄32 carats, soit environ 981.8 ‰
- les ducats Empereur, Hambourg, Francfort, et ducats fins du Danemark 23+17⁄32 carats, soit environ 980.5 ‰
- les ducats Allemagne, Hollande et Prusse 23+15⁄32 carats, soit environ 977.9 ‰
- les sequins de Malte, les ducats de Pologne et de Suède 23+13⁄32 carats, soit environ 975.3 ‰
- les duquats à l'aile déployée de Russie 23+11⁄32 carats, soit environ 972.7 ‰
- les duquats de Hesse, d'Armstad et à la croix de Saint-André de Russie  23+5⁄32 carats, soit environ 964.8 ‰

D'autres monnaies sont cotées à moins de 23 carats mais à plus de 21 carats: sequins de Rome, écus d'or de France, souverains de Flandres ..., guinées d’Angleterre, portugaises, pistoles de divers pays, Louis de France d'avant 1709, pistoles du Mexique, roupies d'or du Mongol, anciens Louis de France.

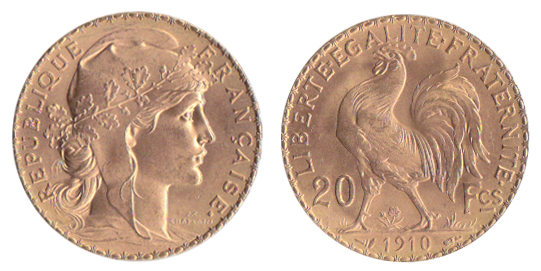
Le coq, gravé par Chaplain. En 1914, c'est la dernière pièce en or du système Germinal mise en circulation.

Le titre des pièces de 20 francs en or (depuis le franc germinal) jusqu'en 1914 était de 900 millièmes d'or fin et de 100 millièmes de cuivre.

## Méthodes de contrôle du titre
La méthode la plus pratiquée durant l'Antiquité est le comparatif des densités, par l'immersion d'un objet précieux dans l'eau et la comparaison du volume débordant du récipient avec un échantillon connu. D'après Vitruve, Archimède aurait utilisé cette méthode pour confondre un orfèvre malhonnête.
De l'Antiquité au XIXe siècle, le contrôle au touchau est le plus utilisé. En France, le touchau reste pratiqué par les bureaux de contrôle du titre des objets.
L'essai « à la coupelle » ou « coupellation » aurait été inventé vers 1300. Il permet de connaître le titre en faisant fondre un peu de métal ou d'alliage dans une dose déterminée de plomb en fusion, lui-même versé dans une coupelle de phosphate de chaux. Lors d'un contrôle de l'or, une « inquartation » est faite avant la coupellation pour ajouter à l'or trois fois son poids en argent. Mathieu Tillet puis Louis Joseph Gay-Lussac en relèvent les nombreux défauts (variation de la mesure du fait des paramètres du procédé - chauffe, outillage - et triche quant au contrôle).
Le test de l'argent « par la voie humide »,, mis au point par Gay-Lussac, n'est lui utilisé que pour l'argent.

## Quelqu'aloi d'argent

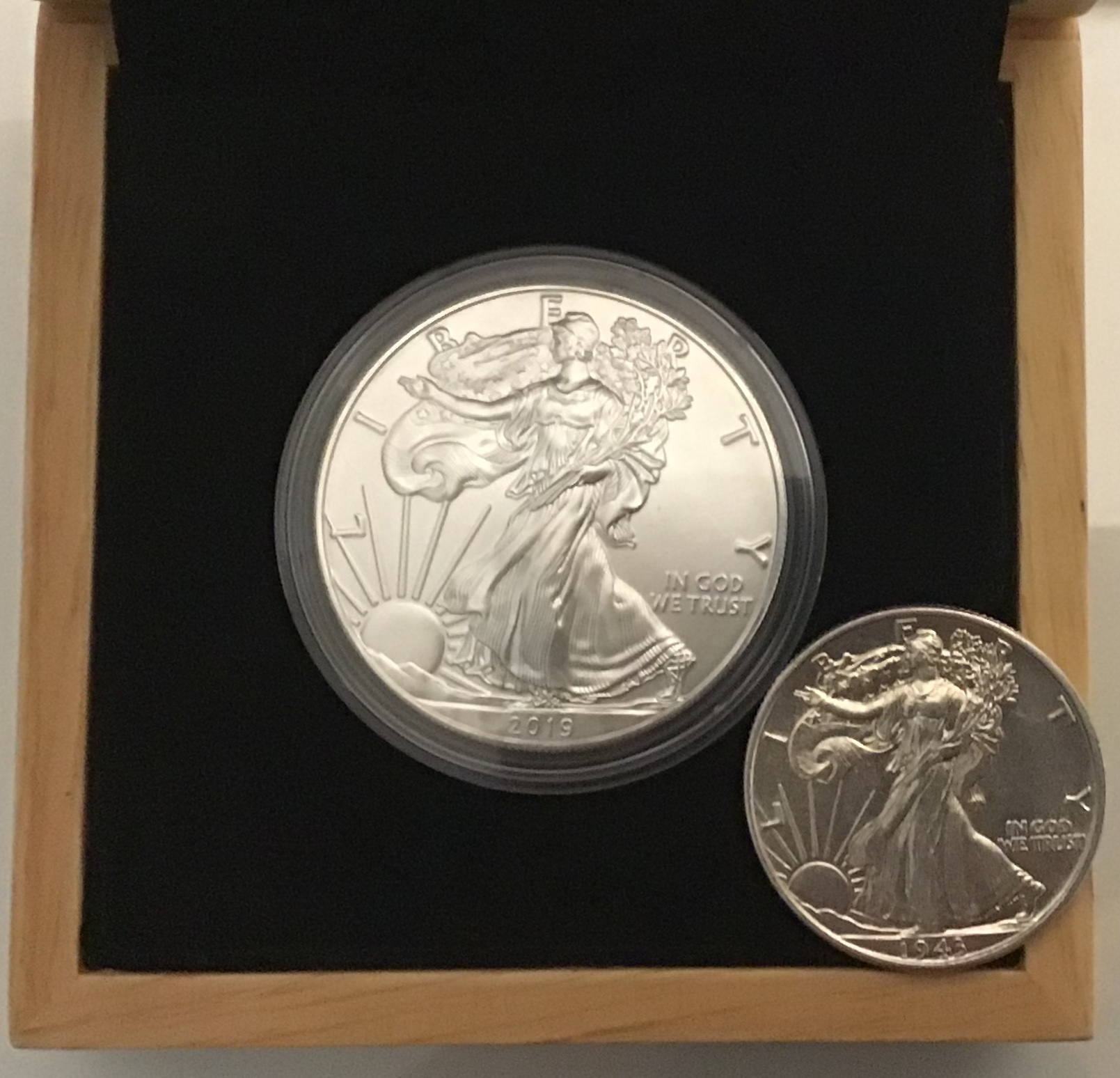
A 2019 American Silver Eagle bullion coin with a fineness of 999 ('three nines fine'), together with a Walking Liberty half dollar with a fineness of 900 ('one nine fine').

- 999.99: L'argent le plus pur produit en Bolivie[14]
- 999.9: Silver Maple Leaf
- 999: Good Delivery utilisé aux Etats-Unis pour des pièces commémoratives à partir de 2019[15].
- 980: 49⁄50 standard commun au Mexique ca. 1930–45
- 958: 23⁄24 Argent Britannia[16]
- 950:  19⁄20 Premier standard français
- 947.9: 91⁄96 argent russe zolotnik
- 935: après la deuxième guerre, an Allemagne, an Autriche et en scandinave
- 925: 37⁄40 Argent sterling formule anglaise au douzième siècle.
- 917: standard utilisé pour les roupies indiennes d'argent sous le raj britannique
- 916: 88⁄96 argent russe zolotnik
- 900: argent à 90%: utilisé aux États-Unis pour les pièces d'argent entre 1837–1964, et pour les pièces de cinq unités de l'union latine.
- 892.4: 1485⁄1664 pièces d'argent de 1795 à 1836 aux États-Unis
- 875:  84⁄96 alliage russe le plus courant
- 835: standard allemand après 1884 et pour l'union monétaire latine
- 833: 5⁄6 standard continental commun notamment au Danemark, en Suède et en Allemagne
- 830: standard scandinave ancien
- 800: 4⁄5 un standard utilisé dans certains pays européens[17]
- 750: 3⁄4 standard non commun allemand, austro-hongrois et/ou suisse
- 720: 18⁄25 standard danois/mexicain
- 600: 3⁄5 Pièces japonaise de yens post-guerre par exemple de 1957 à 1966 pièce de 100 yens
- 500: 1⁄2 Pièces britanniques de 1920 à 1946.
- 400: 2⁄5 Standard du demi dollar des États-Unis entre 1965 et 1970